# 아프리카의 포르투갈어

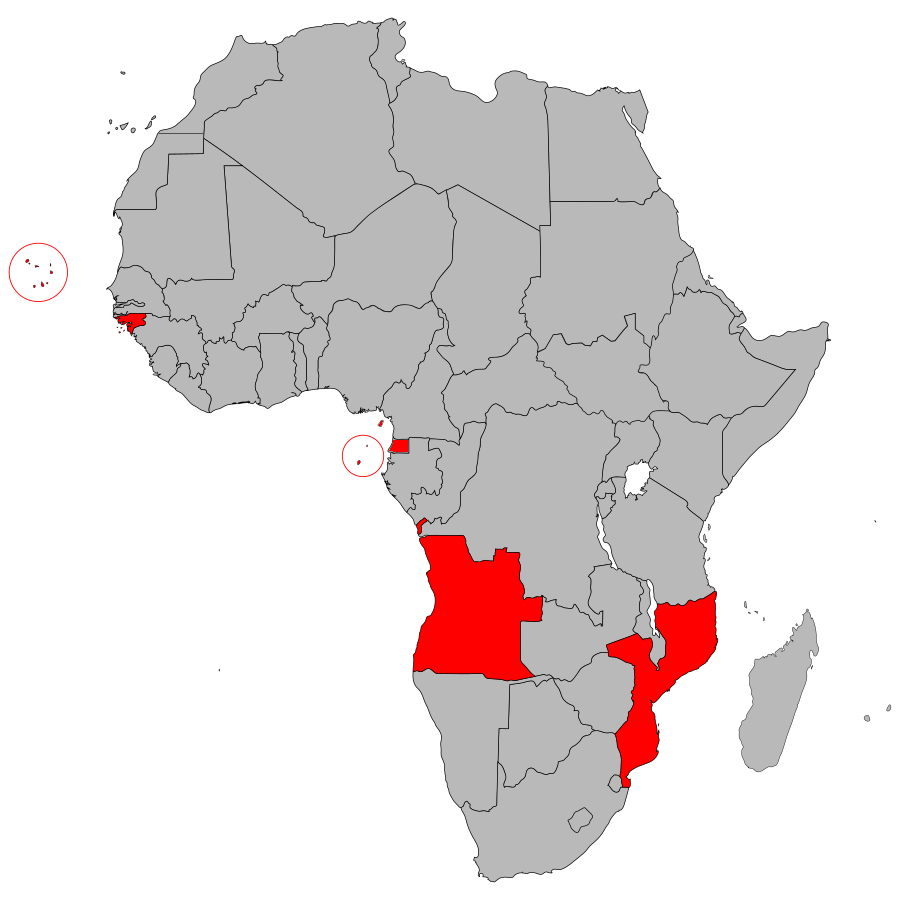
빨간색으로 강조된 포르투갈어 공용 아프리카 국가(Países Africanos de Língua Oficial Portuguesa)

포르투갈어는 여러 아프리카 국가에서 사용되며, 카보베르데, 기니비사우, 상투메 프린시페, 앙골라, 모잠비크의 다섯 아프리카 국가에서 공용어이다. 또한 적도 기니에서도 공용어 지위를 가지지만, 안노본주에서 소수 언어로 사용된다. 남아프리카의 대부분 국가에는 포르투갈어 사용 공동체가 있는데, 이들은 포르투갈 정착민과 내전 중 조국을 떠난 앙골라인 및 모잠비크인의 혼합체이다. 보수적인 추정치에 따르면, 아프리카 전역에서 약 1,900만 명이 포르투갈어를 유일한 모국어로 사용하며 총 화자는 약 3,550만 명에 달하지만, 적용 기준에 따라 그 숫자는 상당히 높아질 수 있다. 포르투갈어 공용 아프리카 국가 (포르투갈어 공용 아프리카 국가)가 제공한 인구 조사 자료, 특히 2014년 앙골라 인구 조사 및 2017년 모잠비크 인구 조사를 바탕으로 대략적인 추정치를 내면, 원어민 화자는 3,350만 명 (앙골라인 2,750만 명 - 인구의 71%; 모잠비크인 588만 명 - 인구의 16.5%; 상투메인 14만 3천 명; 기니인 5천 8백 5십 명; 카보베르데인 1만 1천 8백 명)이며, 총 (L1+L2) 화자는 4,900만 명 (앙골라인 2,750만 명, 모잠비크인 2,048만 명, 기타 CPLP 및 인접 아프리카 국가 130만 명)에 이른다. 실제로 많은 아프리카인들이 앙골라와 모잠비크처럼 포르투갈어가 공용어인 국가뿐만 아니라, 포르투갈어권 국가에서 온 이주민들 덕분에 남아프리카 공화국과 세네갈 같은 국가에서도 포르투갈어를 제2언어로 사용한다.

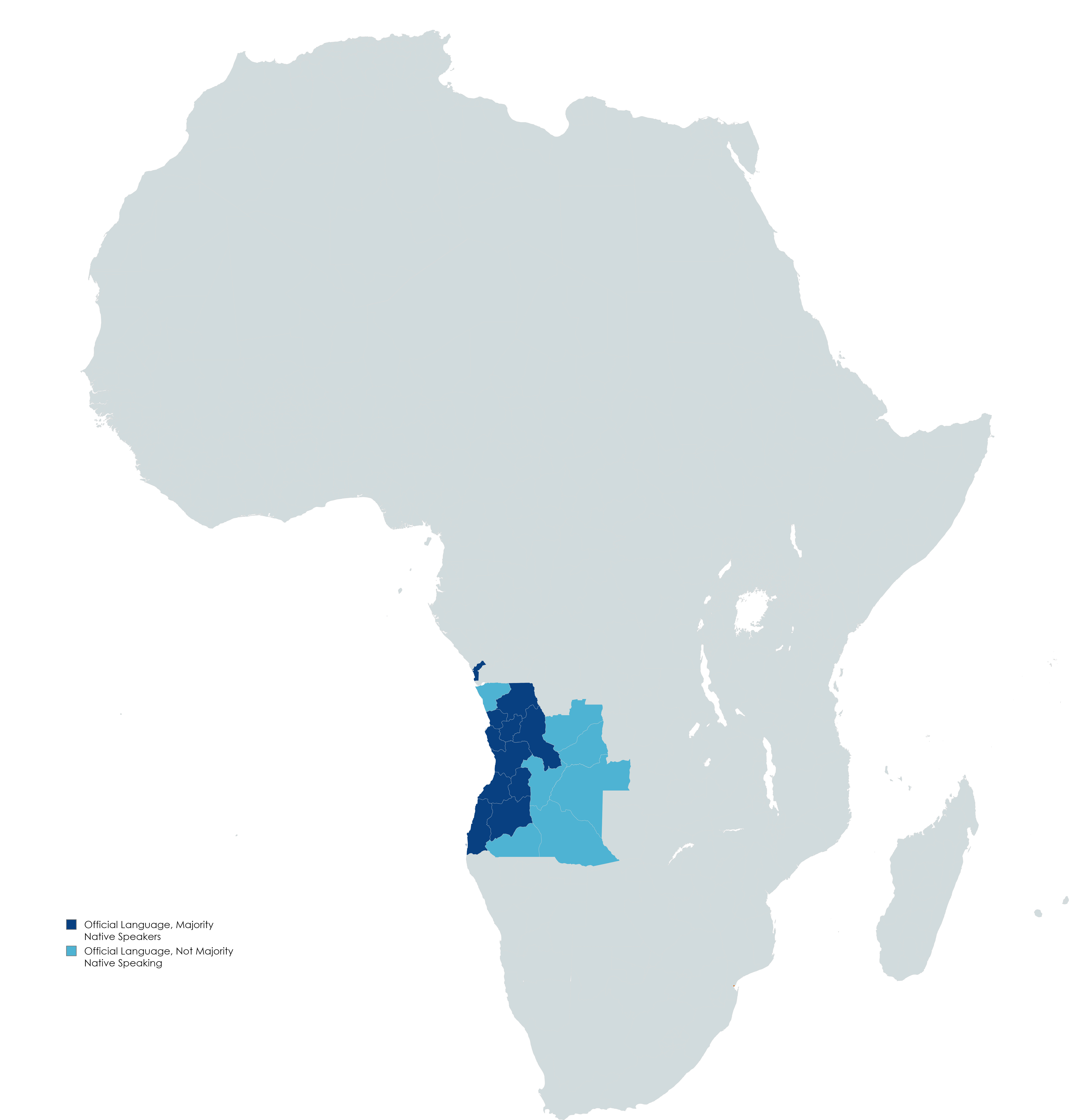
2024년 앙골라 지도 - 포르투갈어 원어민 다수 화자

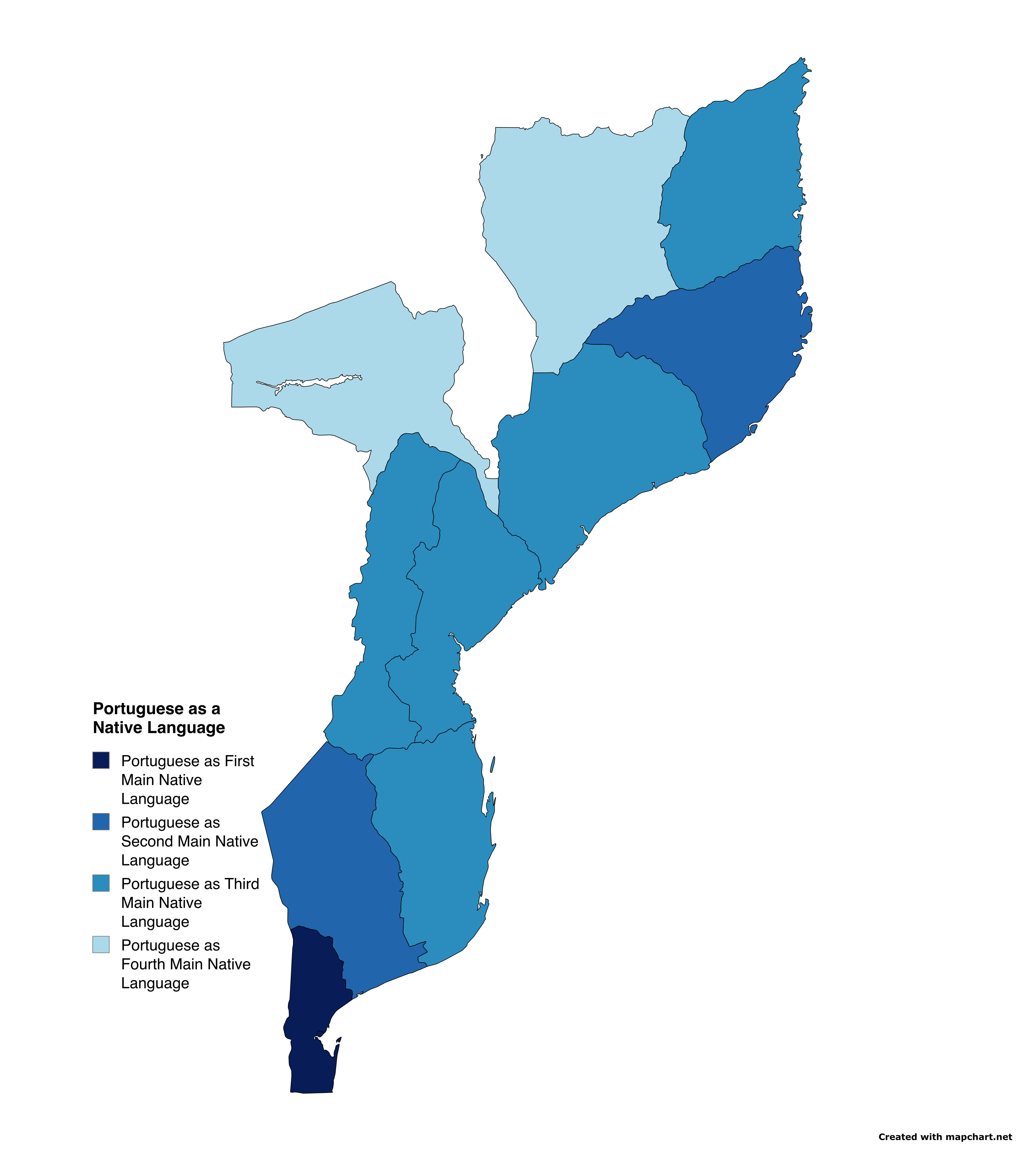
모잠비크에서 모국어로서의 포르투갈어 – 지리적 분포

따라서 아프리카는 아메리카 다음으로 포르투갈어 화자가 많은 대륙이다. 프랑스어와 영어처럼 포르투갈어는 아프리카에서 탈식민지 언어가 되었으며, 아프리카 연합 (AU)과 남아프리카 개발 공동체 (SADC)의 실무 언어 중 하나이다. 포르투갈어는 기니비사우, 카보베르데, 상투메 프린시페에서 포르투갈어 기반 크리올어 (어퍼 기니 및 기니만 크리올어)와 공존하지만, 이들 국가의 공용어는 여전히 포르투갈어이다.
포르투갈어는 앙골라의 국어가 되었는데, 사회의 모든 부문에서 광범위하게 사용되며, 특히 대도시에서 앙골라 인구 대다수의 가정 언어로 기능한다. 소수의 아프리카 토착어는 계속 사용되지만, 포르투갈어에 밀려나고 있다. 모잠비크에서는 포르투갈어가 공용어일 뿐만 아니라 급속히 링구아 프랑카가 되고 있다. 앙골라에서처럼 모잠비크의 도시 지역에서도 포르투갈어는 지배적인 구어가 되었다. 아프리카의 5개 옛 포르투갈 식민지에서 포르투갈어는 상업, 정부, 법원, 학교 및 대중 매체의 언어이다.
아프리카에서 포르투갈어는 아프리카 프랑스어와 영어로부터 압력과 경쟁을 겪고 있다. 카보베르데, 기니비사우, 상투메 프린시페는 모두 프랑코포니 회원국이며, 모잠비크는 영연방 회원국이자 프랑코포니의 옵서버 자격을 가지고 있다. 반대로, 적도 기니는 스페인어와 프랑스어에 더해 포르투갈어를 세 번째 공용어로 도입하기로 결정했다고 발표했으며, CPLP의 회원국으로 받아들여졌다. 모리셔스와 세네갈 또한 준옵서버 회원으로 CPLP에 가입했다.

## 지리적 분포
아프리카에서 포르투갈어를 공용어로 사용하는 국가들은 PALOP(Países Africanos de Língua Oficial Portuguesa)이라는 약어로 불리며, 다음을 포함한다: 앙골라, 카보베르데, 기니비사우, 모잠비크, 상투메 프린시페, 적도 기니. 포르투갈어는 주로 도시 언어로, 앙골라와 상투메 프린시페를 제외하고는 시골 지역에서는 존재감이 적다. 앙골라와 상투메 프린시페에서는 언어가 전국적으로 더 널리 퍼져 있다.
남아프리카 공화국에도 약 30만 명의 포르투갈어 화자가 있는데, 주로 마데이라 제도 출신 정착민과 옛 식민지의 독립 후인 1975년부터 이주한 백인 앙골라인 및 모잠비크인이다. 앙골라와 모잠비크의 내전은 또한 콩고 민주 공화국, 나미비아, 잠비아 및 남아프리카 공화국과 같은 인접 국가로의 난민(일부 포르투갈어를 구사함)의 최근 이주를 야기했다. 다른 이주는 아프리카계 브라질인 전 노예들이 나이지리아, 베냉, 토고, 앙골라 및 모잠비크와 같은 곳으로 돌아가는 것을 포함했다. 또한 브라질, 포르투갈, 남아프리카 공화국에서 옛 아프리카 통치 영토, 주로 앙골라(최대 50만 명)와 모잠비크(35만 명)로 돌아온 백인 포르투갈계 아프리카 난민과 그들의 후손들이 있으며, 무엇보다도 포르투갈의 경제적 이익과 앙골라의 경제 호황으로 인해 최근 몇 년 동안 앙골라에 포르투갈 탈식민지 해외 거주자들이 유입되고 있다.
세네갈은 다카르의 카보베르데인이라는 상당한 규모의 루소폰 공동체와 한때 포르투갈 식민지 제국의 일부였던 남부 카자망스 지역의 기니비사우 크리올 화자들과의 독자적인 루소폰적 연결을 가지고 있다. 포르투갈어는 전국적으로 외국어로 가르쳐진다. 2008년, 세네갈은 CPLP의 옵서버 국가가 되었다.
한때 포르투갈 식민지였던 적도 기니는 포르투갈어 기반 크리올어의 본거지이며 CPLP의 회원국이다. 포르투갈어는 현재 적도 기니의 공용어이지만, 실질적으로 사용되지는 않는다.
인도양의 다언어 섬인 모리셔스는 모잠비크와 강한 문화적 유대 관계를 맺고 있다. 포르투갈인들은 이 섬을 처음으로 발견한 유럽인들이었다. 2006년, 모리셔스는 CPLP에 준회원으로 가입했다.
SADC의 회원국인 잠비아는 앙골라 인구가 많다는 점 때문에 초등학교 시스템에 포르투갈어 교육을 도입했다.

## 아프리카에서 포르투갈어의 역할
공용어로서 포르투갈어는 행정, 교육, 법률, 정치 및 언론 분야에서 사용된다. PALOP의 기존 언어 다양성을 고려할 때, 포르투갈어는 또한 다양한 민족-언어적 배경을 가진 시민들 간의 의사소통을 가능하게 하는 링구아 프랑카의 역할을 한다. 교육, 언론 및 법률 문서에 사용되는 표준 포르투갈어는 리스본에서 사용되는 유럽 포르투갈어 어휘를 기반으로 하지만, 아프리카 포르투갈어 방언은 발음과 구어체 어휘 면에서 표준 유럽 포르투갈어와 다르다.
또한, 포르투갈어는 PALOP 국가들을 서로, 그리고 포르투갈, 동티모르, 마카오, 브라질과 연결시켜 준다. 이들 지역도 한때 포르투갈 식민지였다.
음악은 PALOP의 언어적 프로필을 높이는 한 가지 방법이다. PALOP 출신의 많은 녹음 아티스트들은 모국어로 노래하는 것 외에도 포르투갈어로 어느 정도 노래한다. 이들 아티스트들의 세계 음악 산업에서의 성공은 아프리카 언어로서의 포르투갈어에 대한 국제적 인식을 높인다.
문학 언어로서 포르투갈어는 PALOP에서 강력한 역할을 한다. 프란시스쿠 조제 테네이루, 루안딩 비에이라, 미아 쿠투, 페페텔라, 로피투 페이조, 루이 크노플리, 루이스 칸지음부, 마누엘 루이 또는 온자키와 같은 작가들은 루소폰 문학에 귀중한 공헌을 하여 언어에 아프리카의 향기와 사상을 불어넣고 아프리카 상상력 속에 포르투갈어의 자리를 만들었다.
사하라 이남 아프리카는 교육의 확대와 급속한 인구 증가로 인해 포르투갈어가 가장 많이 확장될 가능성이 있는 지역이다. 또한 최근 몇 년 동안 언어가 가장 많이 진화한 곳이기도 하다. 2100년까지 아프리카가 브라질을 능가하여 전 세계 포르투갈어 화자의 대다수를 차지할 것으로 추정된다. 포르투갈어 사용 아프리카 국가들은 브라질과 함께 포르투갈어를 강력한 세계 언어로 만들었으며, 이는 또한 세계 경제의 중요한 언어가 되었다.

## 미디어
포르투갈어는 언어 보급의 수단이 되는 저널리즘의 언어이다. 문해율이 문제이므로, 라디오는 루소폰 아프리카인들에게 중요한 정보원이 된다.
보이스 오브 아메리카, BBC 아프리카, RFI 및 RTP 아프리카는 아프리카 청취자들을 위한 정규 포르투갈어 서비스를 제공한다.

## 크리올어
아프리카에서 포르투갈어의 역할을 논의할 때, 그곳에서 발전한 다양한 포르투갈어 크리올어를 고려해야 한다. 이 크리올어들은 포르투갈어와 공존하며, 사용되는 국가에서는 어휘를 제공하는 언어와 연속체를 형성한다.
카보베르데에서는 crioulo levinho가 포르투갈어의 다양한 특징을 띠며 군도의 탈크리올화 과정의 결과인 카보베르데 크리올의 한 변종을 의미한다. 상투메 프린시페에서는 상투메 포르투갈어가 구문과 어휘 면에서 포루어의 강한 영향을 받은 포르투갈어의 한 변종이다. 이들 언어의 어휘는 포르투갈어에서 파생되었기 때문에, 포르투갈어를 사용하지 않는 크리올어 화자조차도 포르투갈어에 대한 수동적인 지식을 가지고 있다.
또한, 포르투갈어 크리올어는 종종 포르투갈어 정서법을 사용하여 (그리고 종종 계속해서) 쓰여졌다. 크리올어 표준화 논의의 중요한 문제는 진정한 음성학적 정서법을 고안하는 것이 더 나은지, 아니면 포르투갈어 기반의 어원학적 정서법을 선택하는 것이 더 나은지이다.

## 같이 보기
- 포르투갈어
- 앙골라 포르투갈어
- 카보베르데 포르투갈어
- 기니 포르투갈어
- 모잠비크 포르투갈어
- 상투메 포르투갈어
- PALOP
- CPLP
- 포르투갈 제국
- 아프리카의 언어